# Fiorenzo Radewijn
Fiorenzo Radewijns (Leerdam, 1350 – Deventer, 24 marzo 1400) è stato un mistico olandese, fondatore, con Gerardo Groote, della Devotio moderna, dei Fratelli della vita comune e del monastero di Windesheim.

## Biografia
Nato a Leerdam, compì gli studi presso l'Università di Praga e nel 1378 ottenne il grado di maestro in arti. Tornato in Olanda, fu investito di una prebenda canonicale nella chiesa collegiata di San Pietro a Utrecht.
Si avvicinò a Gerardo Groote e si trasferì a Deventer, dove fu nominato vicario di San Lebuino: poiché tale incarico esigeva il sacerdozio, fu inviato a Worms con una lettera commendatizia per farsi ordinare.
La sua casa vicariale a Deventer divenne un centro di rinnovamento spirituale e vi si riunivano numerosi devoti, sia di passaggio, sia in gruppo stabile, e per essi Fiorenzo scrisse una regola di vita. Gerardo Groote gli inviò i suoi copisti Giovanni Brinckerinck, Giovanni Vos van Heusden, i fratelli Giovanni e Tommaso da Kempis e Gerlaco Peters, che dovennero i suoi discepoli e furono tra i principali esponenti della Devotio moderna.
Dopo la morte di Groote, esaudendo un desiderio dell'amico, intraprese la sola fondazione del monastero dei canonici regolari di Windesheim, compiuta nel 1387 con la consacrazione della chiesa.
Le sue opere sono principalmente raccolte di testi di altri autori, scritti utili per la meditazione o l'approfondimento della vita religiosa.
Tra i suoi scritti: Modus vivendi Deo tam in interioribus quam in exterioribus; il libello Omnes, inquit, artes; il taccuino Quaedam puncta; il libello Multum valet o Tractatulus de spiritualibus exercitiis (o ancora Tractatus devotus de extirpatione vitiorum), che esercitarono una notevole influenza su Ignazio di Loyola.